# Roberto Vergara
Roberto Vergara Herrera (30 de agosto de 1902-1987) fue un ingeniero, economista, académico y político chileno, que se desempeñó como triministro de Estado —en las carteras de Hacienda, Economía y Comercio y, Minería—, durante el gobierno del presidente Jorge Alessandri, entre 1958 y 1960. Previamente había ejercido cargos en oficinas ministeriales bajo el gobierno del padre del anterior, Arturo Alessandri (1932-1938).

## Familia y estudios
Nació en Santiago de Chile el 30 de agosto de 1902, hijo de Gabriel Vergara Amigo y María Elisa Herrera Navarrete. Realizó sus estudios primarios en el Colegio San Agustín de Santiago, continuando los superiores en la carrera de ingeniería de la Pontificia Universidad Católica (PUC), de la misma ciudad, desde donde se tituló como ingeniero civil en 1925.
Se casó con Olga Varela Alfonso, con quien tuvo tres hijos.

## Carrera profesional y política
Trabajó inicialmente en el ámbito académico como docente y, luego, se incorporó al sector público como funcionario de la Dirección General de Estadística, entidad entonces dependiente del Ministerio de Fomento; alcanzó el puesto de director general de la misma en 1934, en el marco de la segunda administración del presidente liberal Arturo Alessandri, función en la que en 1936 asumió simultáneamente como director general de la Oficina de Presupuestos del Ministerio de Hacienda, bajo el mismo mandato, manteniéndose a la cabeza de ambos organismos hasta el fin de la administración y continuando en ella bajo la presidencia del radical Pedro Aguirre Cerda, abandonándola finalmente en 1939. Más tarde, trabajó en la estatal Corporación de Fomento de la Producción (Corfo) como jefe de finanzas y control, y en la Compañía de Acero del Pacífico (CAP) como gerente, además de desarrollar otras actividades empresariales.
El 3 de noviembre de 1958, el presidente Jorge Alessandri Rodríguez lo designó como triministro de Estado en las carteras de Hacienda, Economía y Comercio y Minería, cargos que ejerció hasta el 15 de septiembre de 1960, con un pequeño paréntesis en 1959 en el que viajó a los Estados Unidos y Europa, dejando a cargo en calidad de subrogante al ingeniero Eduardo Figueroa Geisse.
Políticamente independiente y de concepción liberal moderada, impulsó un programa tendiente a estabilizar el presupuesto nacional, logrando el relativo control de la inflación, la que pasó del 33 por ciento en 1959, al 5,4 por ciento en 1960 y al 9,7 por ciento en 1961. Se le recuerda por su personalidad fuerte y autoritaria. Pese a ello, su gestión no logró eliminar los déficit fiscales: el ejercicio 1960 terminó con 3,4 por ciento del producto interno bruto. A esto se sumó el terremoto de Valdivia de 1960, el cual desestabilizó aún más los equilibrios macroeconómicos, por cuanto un 10 por ciento del presupuesto público tuvo que destinarse a la reconstrucción del país.
Por otra parte, ejerciendo el cargo, fue acusado constitucionalmente «por haber comprometido gravemente la seguridad económica y el honor de la nación». La acusación, presentada por diputados del Partido Comunista y Socialista, fue finalmente rechazada.
Como secretario de Estado, además, fue creador de la sala de prensa del cartera fiscal, llamada comúnmente La Ruca, en honor al apodo de Vergara.

## Nota
1. ↑  La sala fue ubicada en el edificio de la cartera, en el nº 120 de la calle Teatinos de la capital.